# Mixdorf
Mixdorf (niedersorbisch Mikošojce) ist eine Gemeinde im Landkreis Oder-Spree in Brandenburg. Sie gehört dem Amt Schlaubetal mit Sitz in der Stadt Müllrose an.

## Gemeindegliederung
Zur Gemeinde Mixdorf gehört der Wohnplatz Kupferhammer.

## Geschichte
Mixdorf gehörte seit 1836 zum Kreis Lübben (Spreewald) in der Provinz Brandenburg und ab 1952 zum Kreis Eisenhüttenstadt-Land im DDR-Bezirk Frankfurt (Oder). Seit 1993 liegt die Gemeinde im brandenburgischen Landkreis Oder-Spree.

## Bevölkerungsentwicklung
| Jahr | Einwohner |
| ---- | --------- |
| 1875 | 670       |
| 1890 | 317       |
| 1910 | 312       |
| 1925 | 307       |
| 1933 | 288       |
| 1939 | 268       |

| Jahr | Einwohner |
| ---- | --------- |
| 1946 | 388       |
| 1950 | 360       |
| 1964 | 316       |
| 1971 | 313       |
| 1981 | 263       |
| 1985 | 279       |

| Jahr | Einwohner |
| ---- | --------- |
| 1990 | 0 262     |
| 1995 | 0 838     |
| 2000 | 1 060     |
| 2005 | 1 020     |
| 2010 | 0 955     |
| 2015 | 0 906     |

| Jahr | Einwohner |
| ---- | --------- |
| 2020 | 914       |
| 2021 | 936       |
| 2022 | 924       |
| 2023 | 908       |
| 2024 | 893       |

Gebietsstand des jeweiligen Jahres, Einwohnerzahl: Stand 31. Dezember (ab 1991), ab 2011 auf Basis des Zensus 2011

## Politik

### Gemeindevertretung
Die Gemeindevertretung von Mixdorf besteht aus zehn Gemeindevertretern und dem ehrenamtlichen Bürgermeister. Die Kommunalwahl am 9. Juni 2024 führte bei einer Wahlbeteiligung von 80,1 % zu folgendem Ergebnis:
| Wählergruppe        | Stimmenanteil | Sitze |
| ------------------- | ------------- | ----- |
| Gemeinsames Mixdorf | 100 %         | 10    |

### Bürgermeister
- 1998–2014: Karl-Friedrich Rubach[7]
- 2014–2019: Marlies Janisch[8]
- 2019–2024: Dieter-Lothar Mutke[9]
- seit 2024: Andreas Apel (Gemeinsames Mixdorf)

Apel wurde bei der Bürgermeisterwahl am 9. Juni 2024 ohne Gegenkandidat mit 85,3 % der gültigen Stimmen für eine Amtszeit von fünf Jahren gewählt.

### Wappen
Das Wappen wurde am 18. Dezember 2012 genehmigt.
Blasonierung: „Von Rot und Grün durch eine eingebogene silberne Doppelsparrenleiste geteilt; oben ein achtspitziges silbernes (Johanniter-) Kreuz, unten ein rot gefüllter silberner Schmelztiegel mit zwei Griffen.“
Das Wappen wurde von dem Heraldiker Uwe Reipert gestaltet.

## Sehenswürdigkeiten

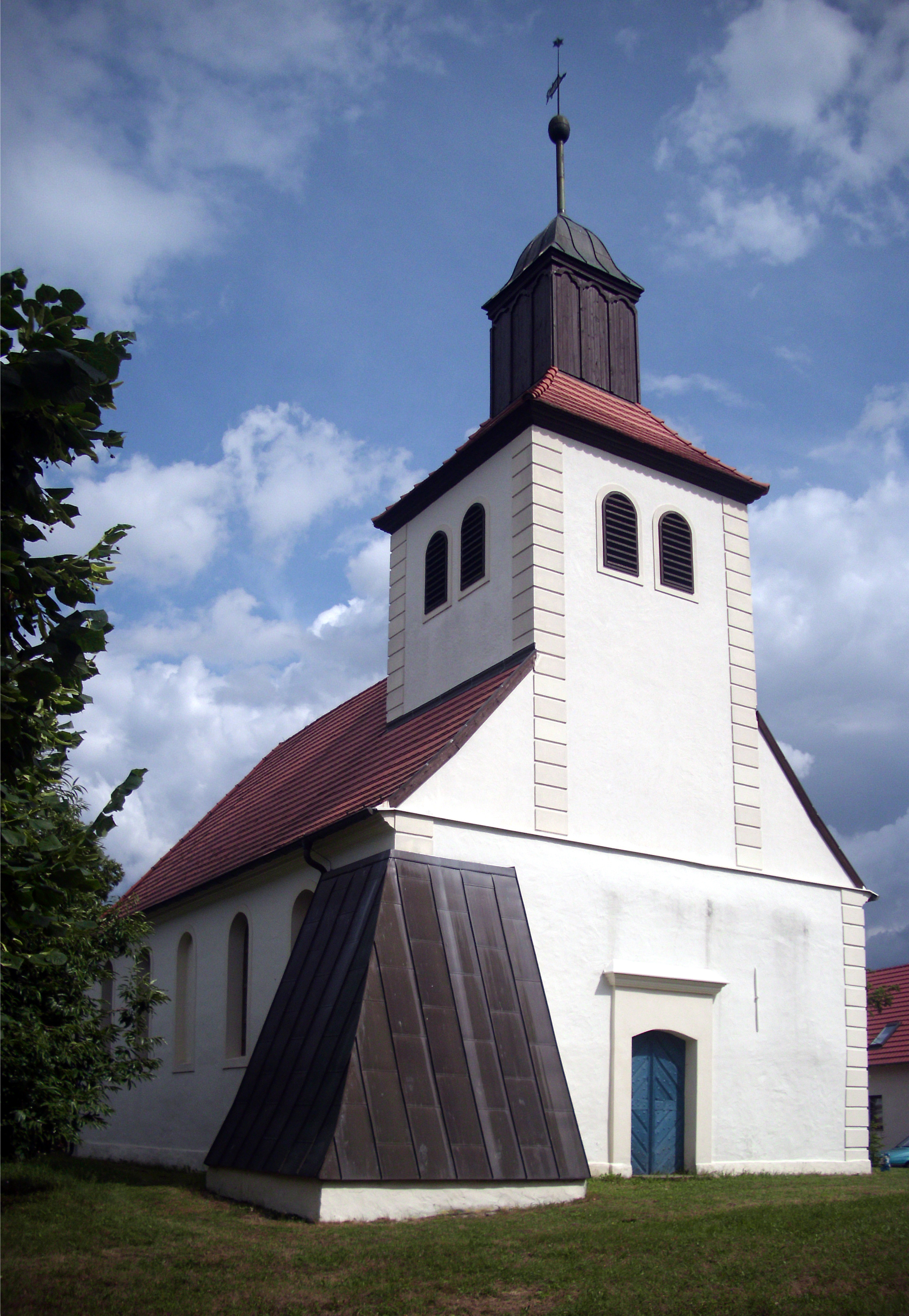
Kirche

In der Liste der Baudenkmale in Mixdorf und in der Liste der Bodendenkmale in Mixdorf stehen die in der Denkmalliste des Landes Brandenburg eingetragenen Kulturdenkmale.
- Die Dorfkirche Mixdorf entstand in den Jahren 1719/1720 und wurde 1965 restauriert. Im Innenraum steht unter anderem ein Kanzelaltar aus dem Jahr 1725.

## Verkehr
Mixdorf liegt an der Landesstraße 435, die den Ort mit Müllrose verbindet.
Der Haltepunkt Mixdorf liegt an der Bahnstrecke Königs Wusterhausen–Frankfurt (Oder). Er wird von der Regionalbahnlinie 36 Königs Wusterhausen–Frankfurt (Oder) bedient.
Die Gemeinde gehört zum Verkehrsverbund Berlin-Brandenburg. Der Bus 400 der BOS verkehrt zwischen Beeskow und Eisenhüttenstadt und verbindet Mixdorf mit diesen beiden Städten.
In der Nachbargemeinde Siehdichum befindet sich der Verkehrslandeplatz Eisenhüttenstadt–Frankfurt (Oder).